# Kimboltonský zámek
Kimboltonský zámek je venkovské sídlo ve městě Kimbolton v hrabství Cambridgeshire v Anglii. Byl posledním domovem první manželky krále Jindřicha VIII., Kateřiny Aragonské. Původně se jednalo o středověký hrad, ale byl přestavěn na honosný palác. Od roku 1615 až do roku 1950 byl sídlem hrabat a vévodů z Manchesteru. V současnosti v něm sídlí škola Kimbolton School.

## Historie

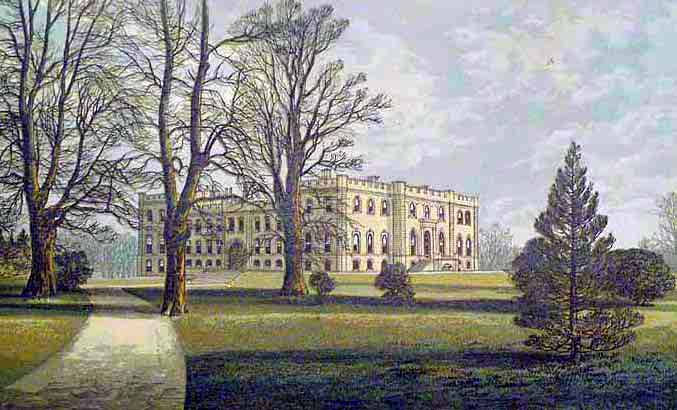
Kimboltonský zámek v roce 1880 (tato ilustrace zobrazuje současné sídlo tak, jak bylo přestavěno mezi lety 1690 a 1720)

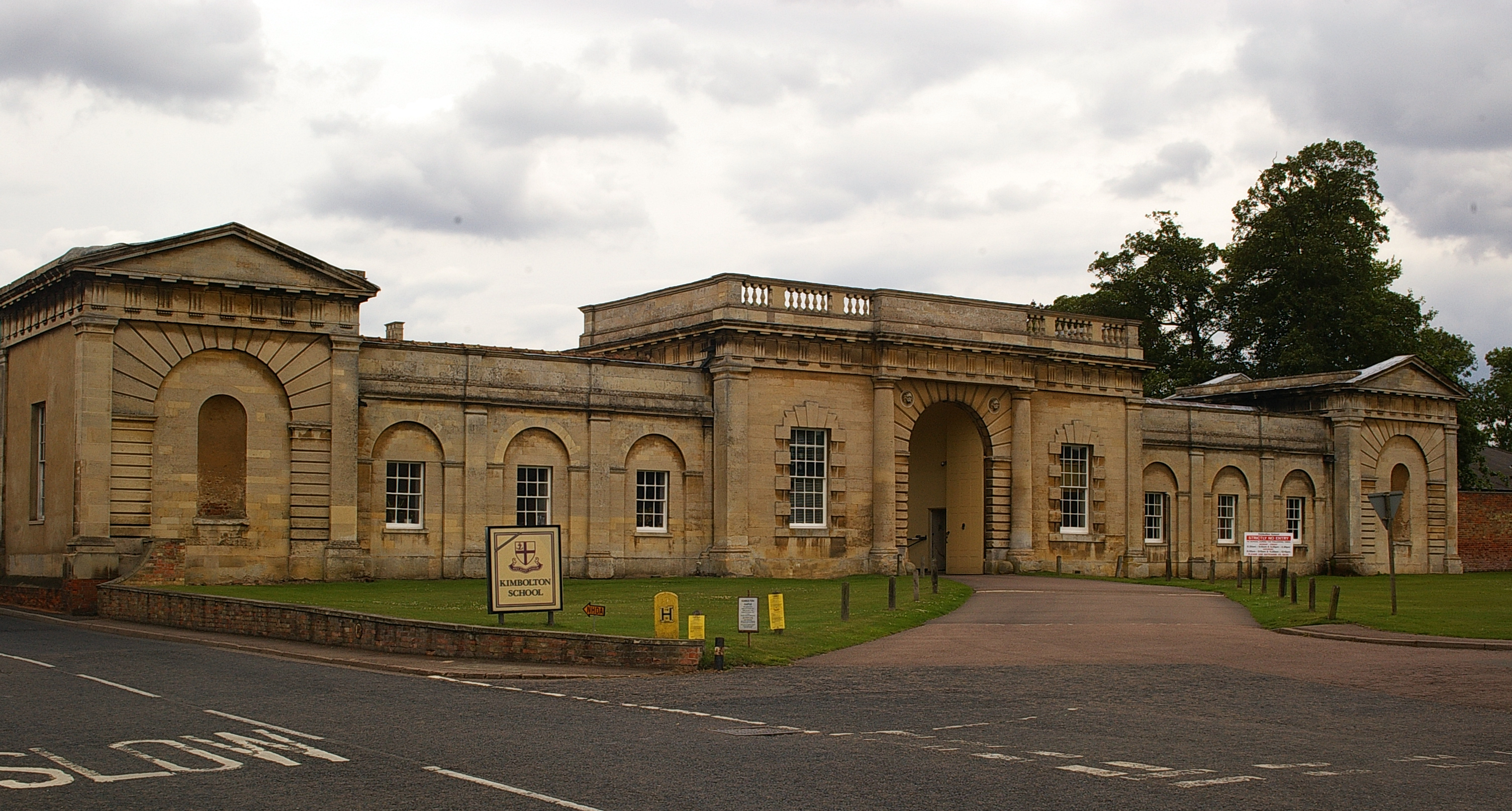
Brána Kimbolton School

Hrad byl postaven Geoffreyem Fitz Peterem, 1. hrabětem z Essexu, koncem 12. století. Vnitřní nádvoří nechala přestavět Anna, vévodkyně z Buckinghamu, koncem 15. století.
Hrad získal sir Richard Wingfield v roce 1522, ale po jeho smrti v roce 1525 jej zdědil jeho nejstarší syn Charles. Rodina Wingfieldů přestavěla středověký hrad na tudorovské panské sídlo, z něhož části přetrvaly dodnes. Kateřina Aragonská sem byla poslána v dubnu 1534, protože se odmítla vzdát svého postavení nebo zpochybnit platnost svého manželství. V červenci téhož roku se šašek z doprovodu diplomata Eustache Chapuyse pokusil přeplavat hradní příkop, čímž upozornil na její uvěznění. Místní mokřadní klima zhoršovalo její zdraví a zemřela zde 7. ledna 1536.
Hrad koupil sir John Popham v roce 1600, později jej zakoupil sir Henry Montagu, který byl v roce 1615 jmenován 1. hrabětem z Manchesteru. Charles Montagu, 4. hrabě z Manchesteru, který byl roku 1719 povýšen na 1. vévodu z Manchesteru, provedl rozsáhlé přestavby mezi lety 1690 a 1720. Ty zahrnovaly přestavbu jižního křídla, které se zřítilo, podle návrhu sira Johna Vanbrugha, kterému pomáhal další významný architekt té doby, Nicholas Hawksmoor. George Montagu, 4. vévoda z Manchesteru, zadal v roce 1766 stavbu brány, jejímž návrhem byl pověřen Robert Adam.
Mnoho členů rodu Montagu (hrabat i vévodů z Manchesteru) je pohřbeno v kostele sv. Ondřeje v Kimboltonu. V jižní kapli se dochovalo několik pomníků Montaguů, zatímco hrobka Montaguů (rozšířená v roce 1853) se nachází pod severní kaplí.
Alexander Montagu, 10. vévoda z Manchesteru, prodal v roce 1949 zařízení zámku a v roce 1951 prodal samotný zámek s 20 hektary pozemků škole Kimbolton School.

## Warren House
Na pozemku zámku se nachází Warren House, dům, kde žil původně myslivec zodpovědný za chov králíků. Byl přestavěn koncem 18. století na okrasnou folii (záměrně dekorativní stavbu) na příkaz jednoho z obyvatel zámku, aby oživil výhled z okna. Stavba má pouze jednu dekorativní fasádu otočenou směrem k zámku. Je památkově chráněná (stupeň II*) a patří organizaci Landmark Trust, která ji v letech 2011–2012 zrekonstruovala podle návrhu architekta Olivera Caroe.